# Emoji ve filmu
Emoji ve filmu (v anglickém originále The Emoji Movie) je americký animovaný komediální film z roku 2017, který režíroval Tony Leondis. Film je založen na symbolech emodži. Produkovala ho společnost Sony Pictures Animation a distribuovala Columbia Pictures. Film měl premiéru 23. července 2017 v Regency Village Theatre.

## Obsazení
| T. J. Miller       | Gene              |
| James Corden       | Hi-5              |
| Anna Faris         | Jailbreak         |
| Maya Rudolph       | Smiler            |
| Steven Wright      | Mel Meh           |
| Jennifer Coolidge  | Mary Meh          |
| Patrick Stewart    | Poop              |
| Christina Aguilera | Akiko Glitter     |
| Sofía Vergara      | Flamenca          |
| Sean Hayes         | Steven            |
| Rachael Ray        | Spam              |
| Jeff Ross          | Internet          |
| Jake T. Austin     | Alex              |
| Tati Gabrielle     | Addie McCallister |
| Rob Riggle         | Emoji zmrzliny    |

## Nominace a ocenění
| Ocenění           | Datum ceremoniálu | Kategorie     | Nominovaný   | Výsledek |
| ----------------- | ----------------- | ------------- | ------------ | -------- |
| Black Reel Awards | 16. února 2017    | Nejlepší hlas | Maya Rudolph | nominace |